# Carl Erdmann Kircheis

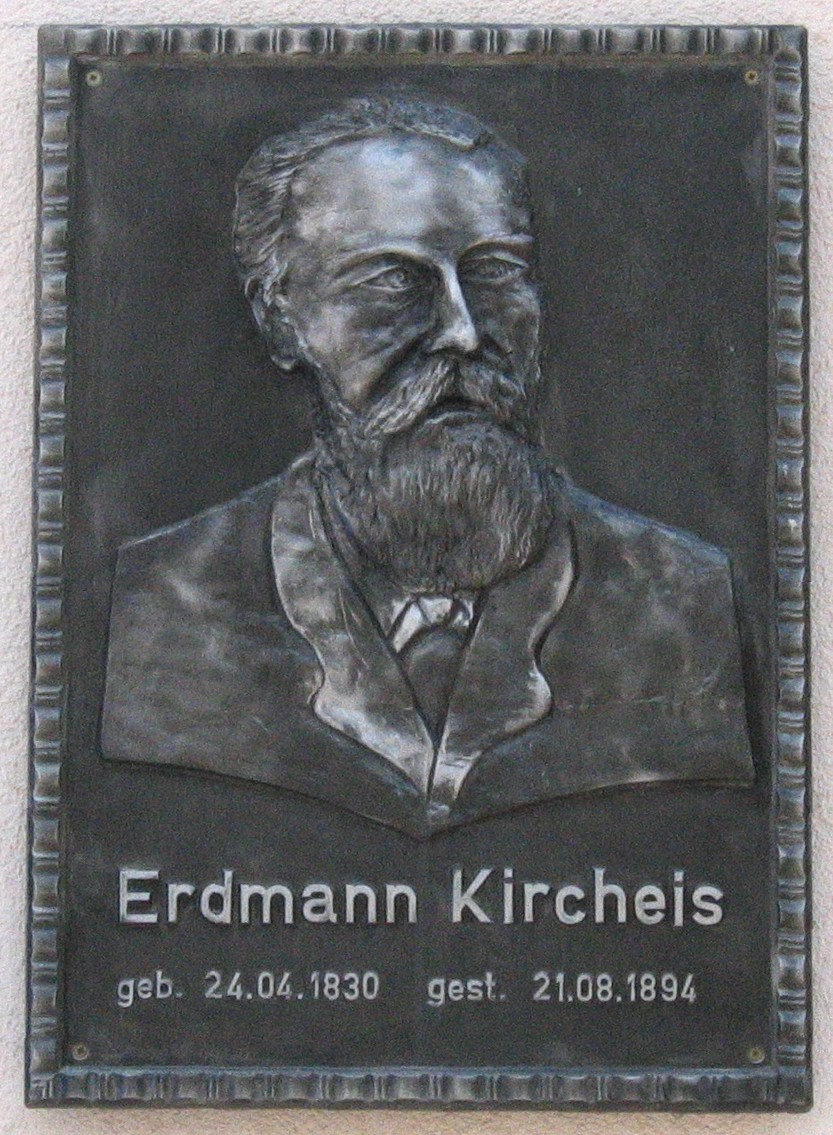
Porträt Erdmann Kircheis auf einer Tafel am Berufsschulzentrum

Carl Erdmann Kircheis (* 24. April 1830 in Aue; † 21. August 1894 ebenda) war ein deutscher Maschinenbau-Unternehmer.

## Leben

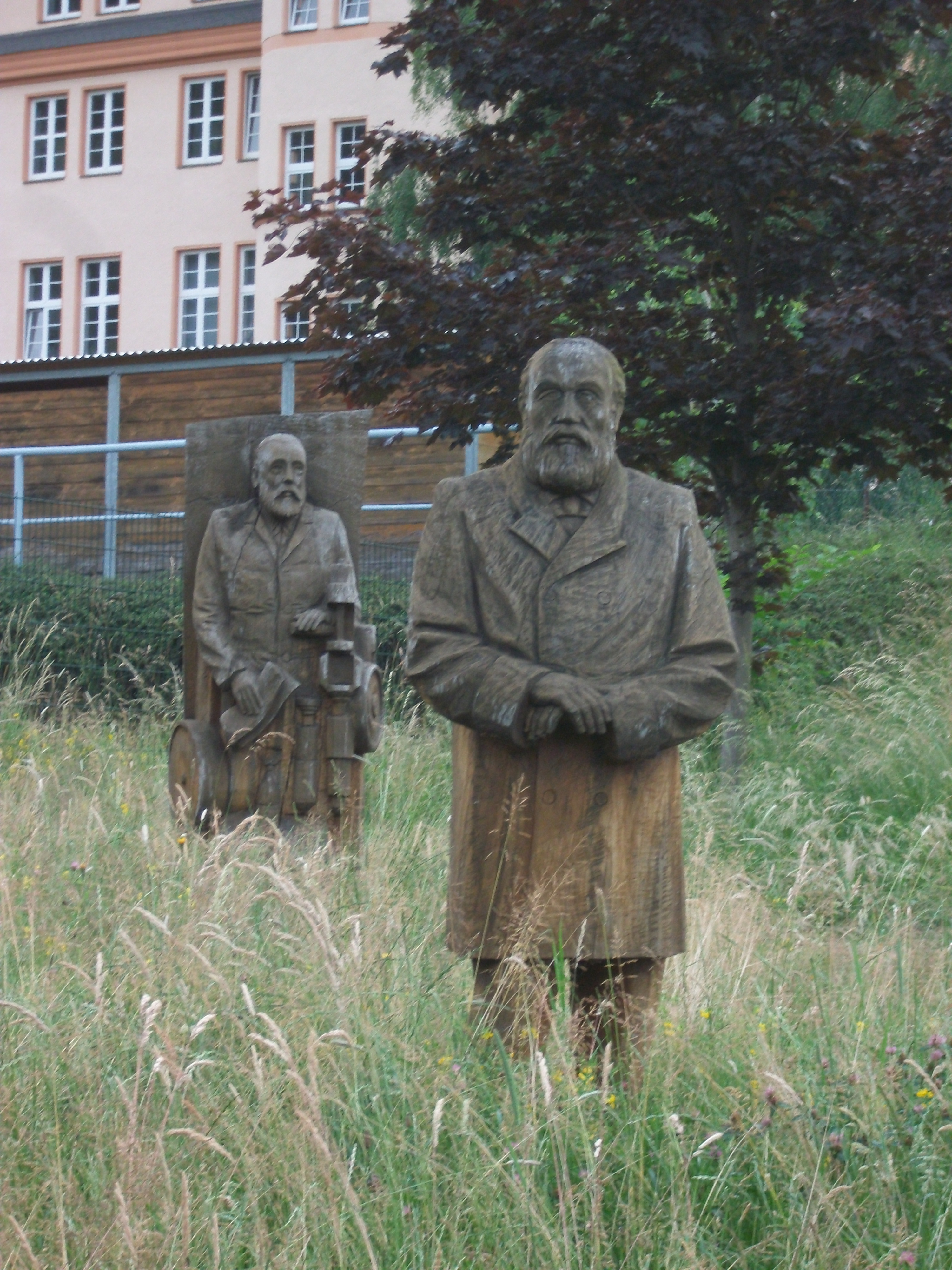
Skulpturen von Erdmann Kircheis und Ernst Gessner in Aue

Der Sohn eines Hüttenarbeiters und späteren Steigers besuchte die Volksschule in Zelle bei Aue und begann 1844 eine Maschinenbaulehre in der Baumwollspinnerei Lauckner in Aue. 1855 wurde er Technischer Direktor bei dem Dessauer Unternehmen Jahn & Arendt mit 80 Mitarbeitern und blieb dort bis 1859. Nach seiner Rückkehr nach Aue war Kircheis Leiter des Unternehmens von Ernst Gessner. Im März 1861 machte er sich als Kleinstunternehmer selbstständig und produzierte mit einem Partner in einem gemieteten Raum in der Nähe des Markts zunächst Sickenmaschinen. Bald kamen weitere Arbeiter hinzu, auch sein jüngerer Bruder trat in das Unternehmen ein. Später fertigte er Scheren und Abbiegemaschinen zur Herstellung von Haus- und Küchengeräten.
Kircheis gründete 1877 gemeinsam mit Otto Wilhelmy die erste deutsche Fachschule für Blecharbeitung in Aue. Die Idee für die Gründung dieser Fachschule wurde schon 1875 bei dem Treffen der Klempnerbranche in Kassel gefasst. Da er viele Jahre Vorstandsmitglied der Schule war und diese großzügig ausstattete, wurde sie nach Kircheis benannt. Nach einer Sanierung in den 1990er-Jahren dienen die Gebäude weiterhin als Berufliches Schulzentrum für Technik Erdmann Kircheis.
Kircheis gilt als Pionier der Auer Blechbearbeitungsindustrie, die seit der zweiten Hälfte des 19. Jahrhunderts ein wichtiger Wirtschaftszweig der Stadt Aue ist. Kircheis war Ritter des königlich sächsischen Albrechts-Ordens I. Klasse. Er gehörte von 1883 bis zu seinem Tod dem Verein Deutscher Ingenieure (VDI) und dem Sächsischen Bezirksverein des VDI an.
Erdmann Kircheis starb am 21. August 1894. Er hinterließ seine Witwe Louise Pauline Kircheis geb. Fischer (1840–1913) und wurde auf dem Friedhof in Aue-Zelle begraben. Er bedachte in seinem Testament die Kirche, die Schule, die Gemeinde und den Frauenverein von Aue-Zelle mit je 15.000 Mark. Sein Nachfolger in der Unternehmensleitung wurde der Ehemann seiner Tochter Pauline (1860–1931), sein Schwiegersohn Wilhelm Röll (1850–1926).
Anlässlich seines 175. Geburtstags im Jahr 2005 beschloss der Auer Stadtrat im Januar 2006, einen Teil der Bahnhofstraße in Erdmann-Kircheis-Straße umzubenennen.

## Unternehmen

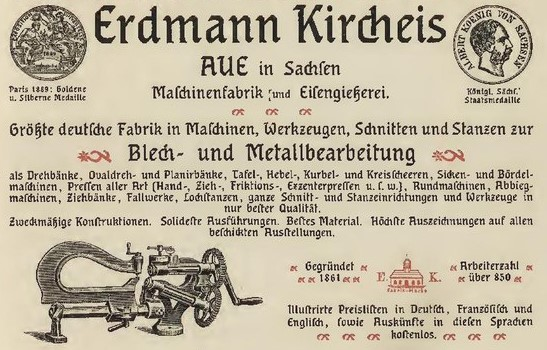
Anzeige, 1900

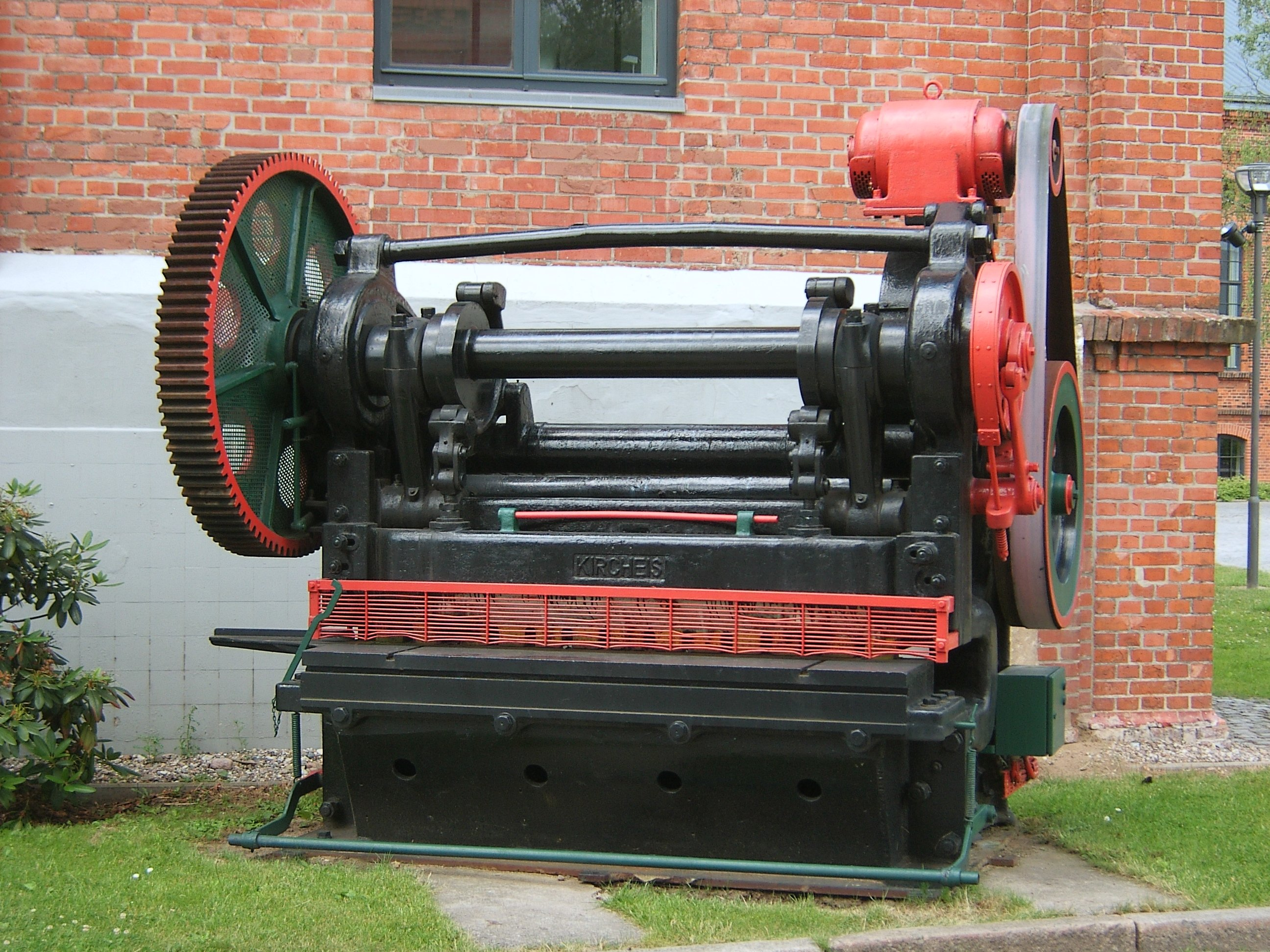
Presse von Kircheis im Bahrenpark in Hamburg

Die bei der Industrie- und Gewerbeausstellung Chemnitz 1867 gezeigten Blechbearbeitungsmaschinen des Unternehmens erhielten wegen „guter Konstruktion und Verwendungsfähigkeit“ Preise. Auf der Wiener Weltausstellung 1873 bekamen die Erzeugnisse mit der Fortschrittsmedaille die höchste Auszeichnung. Aufgrund der guten Auftragslage und der im Stadtzentrum nur begrenzt zur Verfügung stehenden Wasserkraft erwarb Kircheis Grundstücke an der Zwickauer Mulde in der Nähe des Klösterleins Zelle, um darauf eigene Fabrikgebäude mit sechs Wassermotoren errichten zu lassen. Die Produktionspalette wurde ständig erweitert, zum Beispiel um Ziehpressen, Maschinen zum Verschließen von Konservendosen.
Inspiriert von den Ziehpressen auf der Weltausstellung Philadelphia 1876 begann Kircheis mit eigenen Versuchen auf diesem Gebiet. Es gelang ihm, nahtlose Blechkörper aus einem Stück zu fertigen. 1878 erhielt er für die Verbindung einer Kreisschere mit einem Ovalwerk das deutsche Patent Nr. 1810. Er ließ im selben Jahr seine erste Ziehpresse patentieren und erhielt auf einer Ausstellung in Erfurt den Ehrenpreis eines Lampenherstellers und die königlich preußische Staatsmedaille in Silber. 1879 folgten bei der Fachausstellung der deutschen Metallindustrie in Nürnberg für einen Großteil seiner mittlerweile 80 Erzeugnisse weitere Auszeichnungen.
1882 wurde der Geifenrunder zum Abrunden geifiger Gegenstände patentiert. In denselben Zeitraum fällt die Entwicklung der Dosenverschließmaschine. Wegen des erteilten Patents für diese Maschine wurde im folgenden Jahr im Unternehmen eine separate Abteilung zur Massenfabrikation von Maschinen für Blechemballagen aufgebaut. 1884 ließ Kircheis eine eigene Gießerei einrichten und 1886 die Abteilung für Klempner-Handwerkszeuge ausgliedern. Bis zu diesem Zeitpunkt wurden insgesamt etwa 10.000 Klempnerwerkzeuge und etwa 5 200 Maschinen ausgeliefert. Am 15. März desselben Jahres feierte das Unternehmen sein 25-jähriges Bestehen, aus diesem Anlass veröffentlichte die Illustrirte Zeitung für Blechindustrie einen ausführlichen Artikel über Kircheis und sein Unternehmen.
Das Unternehmen gilt als Vorreiter sozialen Engagements, denn ab 1888 wurden eine Unterstützungskasse und eine Fabrik-Krankenkasse eingeführt. Ein betriebseigener Speisesaal sowie Wasch- und Umkleideräume folgten. Im selben Jahr erschienen die Produktkataloge des Unternehmens erstmals auch in Fremdsprachen, wie Englisch, Dänisch und Französisch. Bei der Maschinenausstellung in München erhielt das Unternehmen den Königlich Bayrischen Staatspreis. 1890 beschickte Kircheis alle renommierten nationalen und internationalen Ausstellungen mit seinen Maschinen und Erzeugnissen.
1894 belief sich das Anlagevermögen des Unternehmens auf sechs Wassermotoren, 200 Hilfsmaschinen und eine eigene Gießerei mit zwei Kupolöfen. Bis dahin hatte es etwa 9500 Maschinen in alle Welt geliefert. 
Nach dem Zweiten Weltkrieg wurde die Unternehmerfamilie Röll-Kircheis enteignet. Das Werk in Aue gehört seit den 1990er Jahren als Teil der Blema-Kircheis zur Leonhardt Group.

## Kircheis-Villa

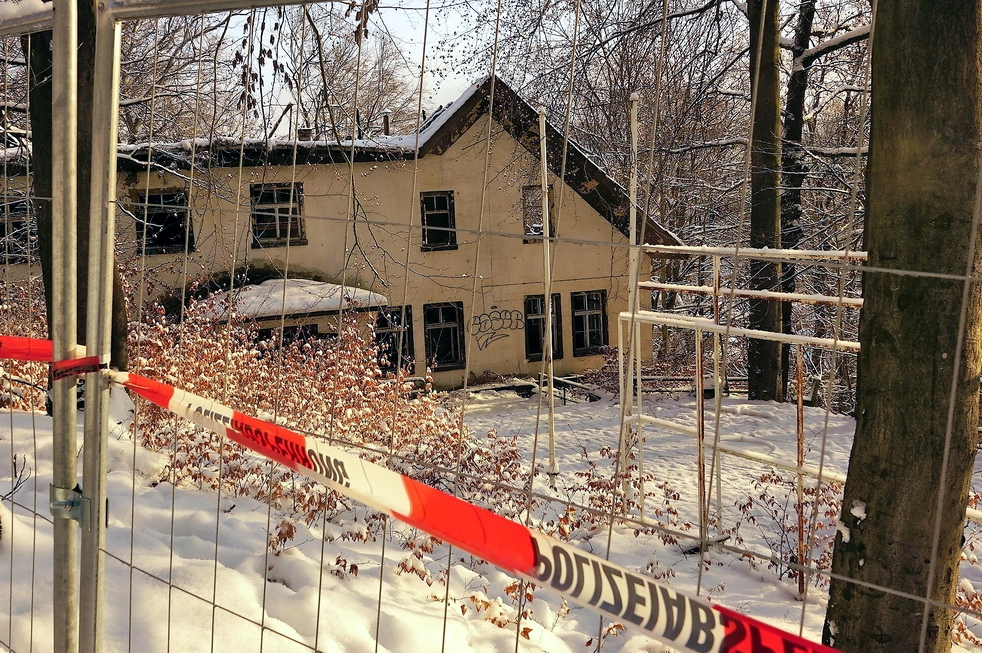
Ruine der Kircheis-Villa im Februar 2021

In der Nähe seines Werks ließ sich Kircheis im Jahr 1891 an der Bad Schlemaer Talstraße (bauzeitliche Adresse Klösterlein 6) eine Villa errichten, in den folgenden Jahren mehrmals erweitert wurde. Im Volksmund wird das Haus entweder Kircheis-Villa oder Röll-Villa (nach dem Schwiegersohn und Nachfolger) genannt. Wie das Unternehmen wurde auch die Villa nach dem Zweiten Weltkrieg enteignet und von der SDAG Wismut übernommen. Es diente danach als Kulturhaus, in dem auch Arbeitsräume für verschiedene Gruppen und ein Kinosaal vorhanden waren. „Das Gebäude war von allen Seiten gut sichtbar, weil auf seinem Dach ein beleuchtetes Bildnis von Lenin installiert war, weshalb das Haus im Volksmund auch der rote Lenin hieß“, berichtete Stadtchronist Oliver Titzmann. Später nannten die Bürger die Villa auch Russendisko, weil hier Tanzveranstaltungen durchgeführt wurden. Als die Wismut nach der Wende in eine GmbH umgewandelt wurde, nutzte zunächst die Stadt die Immobilie und eröffnete in der Villa am 28. Februar 1997 das Kaufhaus der besonderen Art, eine Möbelbörse für Sozialhilfeempfänger. Die Wismut GmbH schrieb die Liegenschaft aber zum Verkauf aus, und ein niederländischer Investor erwarb sie. 2012 zog das Möbelkaufhaus in die Marktpassage Bad Schlema, die Villa blieb jedoch ungenutzt, verfiel und wurde Opfer von Vandalismus. Schließlich brannte das Gebäude in der Nacht vom 14. auf den 15. Januar 2021 bis auf die Grundmauern ab. Die Polizei vermutet als Ursache für das Feuer Brandstiftung. Die Ruine soll nun nach dem Willen des Eigentümers abgebrochen werden.